# کوئیرینیوس
پوبلیوس سولپیسیوس کوئیرینیوس (انگلیسی: Quirinius; ۱ ژانویهٔ ۰۰۴۵ – ۱ ژانویهٔ ۰۰۲۱) سیاستمدار، و پرسنل نظامی اهل روم باستان بود. او به فرمانداری  سوریه (استان روم) که استان  یهودیه (استان روم) به منظور سرشماری کویرینیوس به آن اضافه شده بود، منصوب شد.